# Wassen
Wassen – miejscowość i gmina w środkowej Szwajcarii, w kantonie Uri, położona w dolinie rzeki Reuss. 31 grudnia 2021 roku gmina liczyła 411 mieszkańców.
Przeważająca część mieszkańców (94%) jest niemieckojęzyczna. W 2021 roku 24,6% populacji gminy stanowiły osoby urodzone poza Szwajcarią

## Współpraca
Miejscowość partnerska:
- Ichtegem, Belgia

## Transport
Przez gminę przebiega linia kolejowa Gotthardbahn, autostrada A2 oraz drogi główne nr 2 i nr 11.